# Maša Haľamová

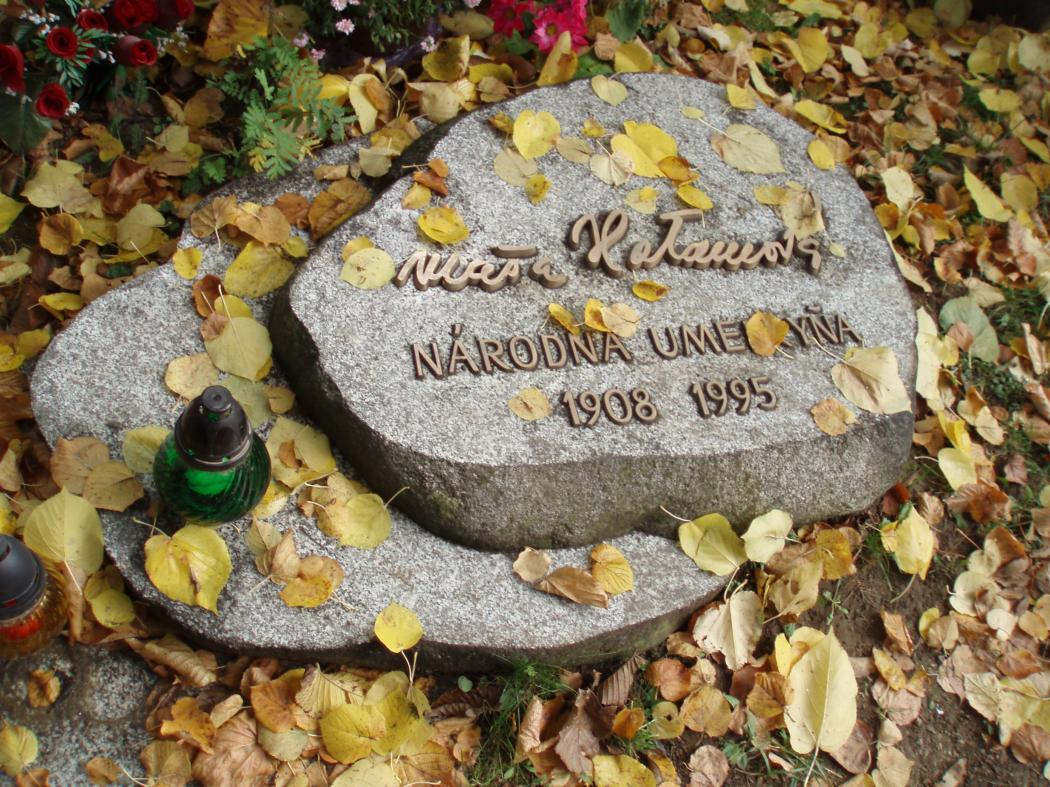
La tomba di Maša Haľamová al Cimitero nazionale di Martin.

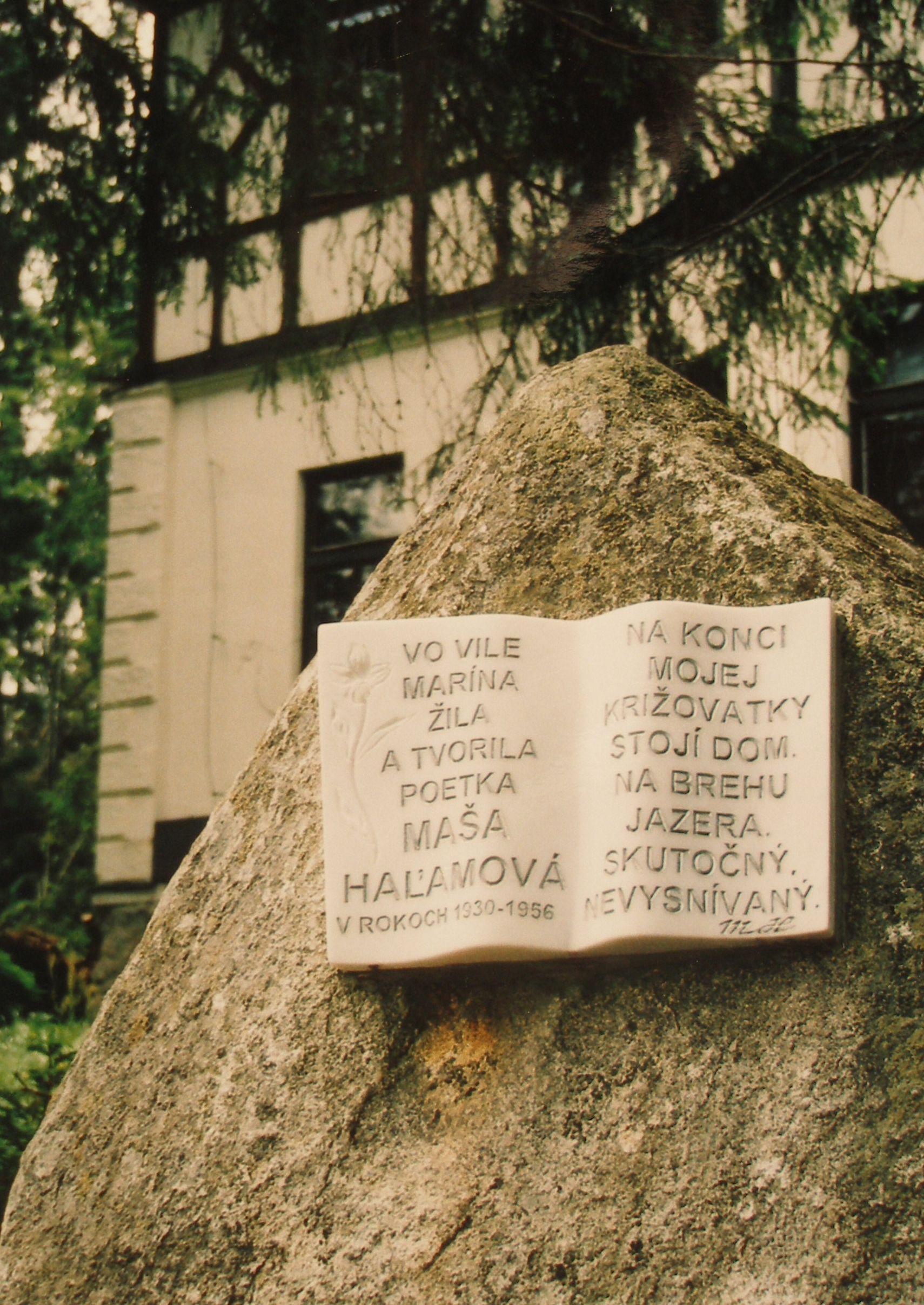
Un monumento a Štrbské Pleso.

Maša Haľamová, maritata Pullmanová (Blatnica, 28 agosto 1908 – Bratislava, 17 luglio 1995), è stata una poetessa e drammaturga slovacca.

## Biografia
Nacque nella famiglia di un commerciante. Ricevette la sua istruzione a Martin e a Stara Pazova in Vojvodina; frequentò poi le scuole superiori a Martin e a Bratislava, dove conseguì la maturità nel 1925. 
Dopo il diploma lavorò come impiegata a Vysoké Tatry, ove visse per 30 anni. Era una sciatrice eccezionale. Sposò il medico Ján Pullman e visse a Vysoké Tatry fino alla morte del marito nel 1956. Nel 1957 e nel 1958 lavorò a Martin come redattrice della casa editrice Osveta. Lasciò Martin per Bratislava, ove lavorò fino al pensionamento nel 1973, come redattrice della casa editrice Mladé letá. 
Morì a Bratislava, ma fu sepolta al Cimitero nazionale di Martin.

## Attività
Già quand'era studentessa pubblicò traduzioni di poesie russe sul giornale Slovenský denník. Incominciò a pubblicare le proprie poesie nella seconda metà degli anni 1920 sulle riviste letterarie Slovenské pohľady, Živena, Elán e anche sui periodici Nový rod e Mladé Slovensko. 
È autrice di una fragile lirica femminile, caratterizzata da parole dirette e sincere, che escono dal cuore: un insoddisfatto sentimento d'amore, la felicità matrimoniale, il dolore per la perdita del marito. Oltre ai motivi sentimentali, plasmò impressioni dalla natura delle montagne dei Tatra, del viaggio in Francia e trattò temi sociali sotto l'influsso di Jiří Wolker. Aggravò la sua situazione la morte dello stesso Jiří Wolker, che, malato, invano aveva cercato la guarigione sui monti Tatra. 
La sua poesia si contraddistingue per gli episodi sentimentali profondamente vissuti. Cercava nella poesia un verace sentimento d'amore non solo per sé stessa, ma per tutti e soprattutto per coloro a cui la dura realtà quotidiana non permetteva di vivere l'amore. Fu maestra nel dipingere poeticamente i dettagli, in quanto riusciva a catturare nelle poesie anche le più minute vibrazioni dell'anima di ragazza con purezza e precisione, senza perdere nulla della loro fragilità e leggerezza.
Si dedicò anche alla traduzione dal serbo-lusaziano, dal ceco (Jiří Wolker, Ivan Olbracht, Marie Majerová, Jan Drda) e dal russo.
Numerose sue poesie furono musicate da compositori slovacchi (ad esempio le poesie della raccolta Červený mak ("Papavero rosso"). È considerata nella storia della letteratura slovacca una delle esponenti più importanti della poesia del XX secolo. Le sue poesie sono state tradotte in 9 lingue.

## Riconoscimenti
- 1968 – Artista meritevole
- 1983 – Artista nazionale

## Opere

### Poesia
- 1928 – Dar ("Dono")
- 1932 – Červený mak ("Papavero rosso")
- 1966 – Smrť tvoju žijem ("Vivo la tua morte")

### Prosa per bambini e ragazzi
- 1957 – Svrček a mravci ("Il grillo e le formiche")
- 1962 – Mechúrik Košťúrik s kamarátmi ("Mechúrik Košťúrik con gli amici")
- 1965 – Petrišorka
- 1966 – Hodinky ("La sveglia")
- 1976 – O sýkorke z kokosového domčeka ("La cinciallegra dalla casetta di cocco")

### Raccolte di poesie
- 1955 – Básne ("Poesie")
- 1964 – Dar ("Dono")
- 1968 – Červený mak ("Papavero rosso")
- 1968 – Komu dám svoju nehu ("A chi do il mio affetto")
- 1993 – Čriepky ("I cocci")
- 1998 – Nepokoj ("Inquietudine")
- 2003 – Milému ("Al mio caro")

### Saggi
- 1988 – Vyznania ("Credenza")
- 1988 – Vzácnejšia než zlato ("Più preziosa dell'oro")
- 1993 – Čriepky ("I cocci") (illustrato da Mikuláš Galanda)
- 2001 – Tatranské listy ("Lettere dai Tatra")

### Traduzioni per bambini e ragazzi
- 1968 – Ivan Olbracht: Biblické príbehy ("Vicende bibliche")
- 1971 – Jan Drda: Zabudnutý čert ("Il diavolo dimenticato")